# Río Nechí
Der Río Nechí ist ein 252 km langer rechter Nebenfluss des Río Cauca im nördlichen Zentral-Kolumbien. Der Fluss durchfließt das Departamento de Antioquia.

## Flusslauf
Der Río Nechí entspringt auf einer Höhe von etwa 2800 m in den Llanos De Cuivá, 17 km südwestlich von Yarumal. Das Quellgebiet liegt in der Zentralkordillere, 70 km nördlich der Großstadt Medellín. Der Río Nechí fließt anfangs in überwiegend nordöstlicher Richtung durch das Bergland. Er fließt südlich an der Stadt Yarumal vorbei. 6 km südwestlich von Zaragoza trifft der Río Porce, der wichtigste Nebenfluss, von Süden auf den Río Nechí. Dieser wendet sich anschließend nach Norden. Der Fluss passiert die Städte Zaragoza und El Bagre. Bei El Bagre trifft der Río Tigüí von Südwesten kommend auf den Fluss. Dieser mündet schließlich gegenüber der Stadt Nechí in den Río Cauca.

## Hydrologie und Einzugsgebiet
Der Río Nechí entwässert ein Areal von etwa 14.500 km². Im Westen grenzt das Einzugsgebiet an das des Río Cauca, im Osten an das des Río Magdalena. Der mittlere Abfluss an der Mündung beträgt 830 m³/s.

## Wasserqualität
Die Wasserqualität des Río Nechí gilt als schlecht. Der Fluss ist sehr sedimentreich. Im Wasser kommen Quecksilber und andere Schwermetalle vor. Über den Río Porce gelangen industrielle Abwässer aus dem Ballungsraum Medellín in den Fluss. Außerdem wird im Einzugsgebiet des Río Nechí Bergbau betrieben. 